# José Honorato
José Honorato fue teniente de la Compañía de Dragones de Valparaíso, fue propuesto por Jorge Beauchef, militar francés que participó en la Guerra de la Independencia, para capitán de la Compañía de Cazadores de Valdivia, el año 1822.
Más tarde, por disposición de Ramón Picarte, gobernador político y militar de Valdivia, ejerció como juez en la ciudad de Osorno en reemplazo de Diego Plaza de los Reyes.
Fue diputado en la Asamblea Provincial de Valdivia, que sesionó entre el 10 de noviembre de 1826 y enero de 1828. Fue su presidente el 10 de febrero de 1827.
Se casó en Valdivia en 19 de noviembre de 1822, con Magdalena Bazán.